# Mercè Bruquetas
Mercè Bruquetas i Lloveras (Vilasar de Dalt, 1925 - Barcelona, 23 de noviembre de 2007) fue una actriz de teatro española. Debutó en los años 1940 en el Teatro Romea de Barcelona, trabajando junto a grandes figuras del teatro catalán e interpretando obras como Tres angelets a la cuina junto a Joan Capri, con la que ganó en 1959 el premio de interpretación Cicle de Teatre Llatí.
En 1976 interpretó Mercè dels uns, Mercè dels altres, una obra de un solo personaje expresamente escrita para ella, donde la actriz interpretaba varios registros, y con la que ganó el premio Margarita Xirgu un año después, cosechando un gran éxito. En 1982 continuó su colaboración con el autor Carles Valls en Dolça de les Tàpies, y con la compañía Josep Maria Flotats en El dret d'escollir en 1987, obra de B. Clark. En 1999 recibió el Premio Cruz de San Jorge.

## Carrera profesional

### Teatro
- 1956, 8 de febrero. Jo seré el seu gendre, de Jaume Villanova i Torreblanca. (Teatro Romea, Barcelona). En el papel de Esperança.
- 1957, 23 de enero. Partits pel mig, de Xavier Fàbregas. (Teatro Romea, Barcelona). En el papel de Olga.
- 1957, 27 de febrero. Passaport per a l'eternitat, de Josep C. Tàpias y Santiago Vendrell. (Teatro Romea, Barcelona). En el papel de Laura.
- 1959, 7 de enero. L'amor venia en taxi, de Rafael Anglada. (Teatro Romea, Barcelona). En el papel de Emília.
- 1959, Tres angelets a la cuina.
- 1968, 19 de enero. Estimat professor, de Alfonso Paso. (Teatre Espanyol, Barcelona).
- 1968, 15 de febrero. Esposa de circumstàncies, de Henri Gorsse y Maurice de Marsan, con adaptación de Ramon Martori. Dirigida por Xesc Forteza. (Teatre Espanyol, Barcelona).
- 1968, 4 de junio. El meu marit té un pa a l'ull, de Joaquim Muntanyola. (Teatre Barcelona, Barcelona).
- 1968, 4 de diciembre. L'enterrament és a les quatre, de Joan Vila Casas. Dirigida por Antoni Chic. (Teatre Windsor, Barcelona).
- 1974. Quan va ser el darrer cop que vas veure la mare?, de Christopher Hampton, traducción de Manuel de Pedrolo. (Teatre Romea, Barcelona).
- 1974. Allò que tal vegada s'esdevingué, de Joan Oliver. Dirigida por Ventura Pons. (Teatre Romea, Barcelona).
- 1974. El cap i la fi de Carles Valls. Dirigida por Ventura Pons. (Teatre Romea, Barcelona).
- 1976. Mercè dels uns, Mercè dels altres, de Carles Valls.
- 1982. Dolça de les Tàpies, de Carles Valls.
- 1987. El dret d'escollir, de B. Clark.
- 1990. El camí de la Meca, de A. Fugard. Dirigida po

```
 2000 Revisió anual de Montserrat Cornet
```

- El embrujado, de Ramón María del Valle-Inclán.

### Cinema
- 1977. La dudosa virilidad de Cristóbal, de Joan Bosch i Palau.